# Diaphananthe
Diaphananthe – rodzaj roślin z rodziny storczykowatych (Orchidaceae). Obejmuje 29 gatunków występujących w subsaharyjskiej Afryce w: Angoli, Kamerunie, Demokratycznej Republice Konga, Beninie, Gwinei Równikowej, Gabonie, Ghanie, na wyspach Zatoki Gwinejskiej, na Wybrzeżu Kości Słoniowej, Liberii, Nigerii, Sierra Leone, Togo, Ugandzie, w Tanzanii, Burundi, Etiopii, Gwinei, Gwinei Bissau, Kenii, Malawi, w Mozambiku, Rwandzie, Sudanie, Zambii oraz Zimbabwe. Rośliny epifityczne i litofityczne.

## Morfologia
Rośliny zielne rozgałęziające się monopodialnie. Łodyga jest długa lub krótka, okryta u podstawy nasadami starych liści. Korzenie długie, zwykle liczne, wyrastające wzdłuż łodygi, często z wyraźnymi białymi smugami. Liście wcięte na wierzchołku, podzielone na nierówne końce. U nasady ze stawowatym przejściem między blaszką i nasadą, często skręcone i ustawiające się w jednej płaszczyźnie. Kwiatostany składają się zwykle z kilku do wielu kwiatów, rzadko kwiaty są pojedyncze. Kwiaty mają listki okwiatu wolne i prześwitujące, zwykle nieduże, białe, zielonkawe, bladożółte, słomkowopomarańczowe lub rzadziej różowawe i fioletowe. Warżka całobrzega lub niewyraźnie klapowana, z ostrogą, zwykle z zębopodobną tkanką u nasady jej gardzieli. Pyłkowiny są dwie, na dwóch uczepkach, z jedną lub dwiema tarczkami nasadowymi (łac. viscidium). Rostellum różnie zbudowane.

## Systematyka
Rodzaj sklasyfikowany do podplemienia Angraecinae w plemieniu Vandeae, podrodzina epidendronowe Epidendroideae, rodzina storczykowate Orchidaceae.
Wykaz gatunków
- Diaphananthe bidens (Afzel. ex Sw.) Schltr.
- Diaphananthe ceriflora J.B.Petersen
- Diaphananthe divitiflora (Kraenzl.) Schltr.
- Diaphananthe dorotheae (Rendle) Summerh.
- Diaphananthe eggelingii P.J.Cribb
- Diaphananthe fragrantissima (Rchb.f.) Schltr.
- Diaphananthe gabonensis (Summerh.) P.J.Cribb & Carlsward
- Diaphananthe garayana Szlach. & Olszewski
- Diaphananthe ichneumonea (Lindl.) P.J.Cribb & Carlsward
- Diaphananthe lanceolata (Summerh.) P.J.Cribb & Carlsward
- Diaphananthe lebelii (Eb.Fisch. & Killmann) Descourv. & Stévart
- Diaphananthe lecomtei (Finet) P.J.Cribb & Carlsward
- Diaphananthe letouzeyi (Szlach. & Olszewski) P.J.Cribb & Carlsward
- Diaphananthe lorifolia Summerh.
- Diaphananthe odoratissima (Rchb.f.) P.J.Cribb & Carlsward
- Diaphananthe pellucida (Lindl.) Schltr.
- Diaphananthe plehniana (Schltr.) Schltr.
- Diaphananthe sanfordiana Szlach. & Olszewski
- Diaphananthe sarcophylla (Schltr. ex Prain) P.J.Cribb & Carlsward
- Diaphananthe sarcorhynchoides J.B.Hall
- Diaphananthe spiralis (Stévart & Droissart) P.J.Cribb & Carlsward
- Diaphananthe subclavata (Rolfe) Schltr.
- Diaphananthe suborbicularis Summerh.
- Diaphananthe thomensis (Rolfe) P.J.Cribb & Carlsward
- Diaphananthe trigonopetala Schltr.
- Diaphananthe vagans (Lindl.) P.J.Cribb & Carlsward
- Diaphananthe vandiformis (Kraenzl.) Schltr.
- Diaphananthe vesicata (Lindl.) P.J.Cribb & Carlsward
- Diaphananthe welwitschii (Rchb.f.) Schltr.